# النابغة الهوزالي
محمد بن علي الهوزالي (ت 1012 ھ) فقيه مغربي وشاعر من شعراء الدولة السعدية. عرف بـ«النابغة الهوزالي»، ولقب في زمانه بـ«شاعر الدولة». كان من جلساء السلطان أحمد المنصور السعدي، وله عدة أشعار في مدحه. لا تزال تفاصيل حياته مجهولة رغم أهمية شخصه في العصر السعدي. توفي محمد بن علي الهوزالي بمراكش في شعبان 1012.
هو أبو عبد الله محمد بن علي بن ياسين الهوزالي. وهو من قبيلة هوزالة السوسية.